# When Emma Falls in Love
"When Emma Falls in Love" (tạm dịch: ''Khi Emma phải lòng'') là một bài hát của nữ ca sĩ kiêm nhạc sĩ người Mỹ Taylor Swift, trích từ album tái thu âm của cô mang tên Speak Now (Taylor's Version) (2023). Ca khúc do chính Swift sáng tác kiêm vai trò đồng sản xuất với Aaron Dessner. Bài hát theo góc nhìn của Swift khi chứng kiến mối tình đã kết thúc của một người bạn và sự ngưỡng mộ của cô ấy dành cho người cô yêu. Được pha trộn giữa nhạc đồng quê và pop, nhạc phẩm bắt đầu như một bản ballad du dương trước khi xây dựng phần điệp khúc. Bài hát đạt vị trí thứ 36 trên bảng xếp hạng Billboard Global 200 và tiến vào các bảng xếp hạng tại Úc, New Zealand, Canada và Hoa Kỳ.

## Bối cảnh
Taylor Swift đã phát hành album Speak Now vào năm 2010 và sau đó là ba album phòng thu tiếp theo dưới hãng thu âm Big Machine đến tháng 11 năm 2018 khi hợp đồng với hãng đã chính thức hết hạn. Cô đã rời khỏi Big Machine và đã ký hợp đồng với hãng thu âm mới Republic Records. Vào năm 2019, một doanh nhân người Mỹ tên là Scooter Braun đã mua lại hãng thu âm Big Machine. Sau khi mua lại hãng, quyền sở hữu bản gốc đối với tất cả sáu album phòng thu đầu tiên của Swift, bao gồm cả album Speak Now cũng đã được Braun mua lại. Vào tháng 8 năm 2019, Swift đã tố cáo việc Braun mua lại cả sáu album trên đồng thời cũng thông báo rằng cô sẽ thu âm lại cả sáu album phòng thu đầu tiên để tự mình sở hữu các bản gốc của chúng. Swift đã bắt đầu thu âm lại album từ tháng 11 năm 2020.
Vào ngày 5 tháng 5 năm 2023, tại buổi biểu diễn Nashville đầu tiên trong chuyến lưu diễn The Eras Tour, Swift đã chính thức thông báo về album tái thu âm tiếp theo là Speak Now (Taylor's Version), đồng thời cô cũng thông báo về ngày phát hành của album là ngày 7 tháng 7 năm 2023, Vào ngày hôm sau, cô đã đăng một bài đăng nói về album này trên mọi nền tảng mạng xã hội, viết rằng "Tôi yêu album này bởi vì nó kể câu chuyện về quá trình trưởng thành, lúng túng, bay bổng, đâm sầm vào tình yêu... và đã giúp tôi sống để muốn nói về nó". Swift nhấn mạnh những khó khăn mà cô đã từng phải đối mặt trong cuộc sống của mình trong thời gian mà cô viết bản ghi, trong đó có "sự trung thực tàn nhẫn, những lời thổ lộ mơ hồ và sự bâng khuâng hoang dại". Vào ngày 5 tháng 6, danh sách bài hát trong album đã chính thức được công bố với tổng cộng 22 bài hát, trong số đó có 16 bài hát được tái thu âm từ bản album gốc và sáu bài hát còn lại của album có thêm nhan đề "from the Vault", sáu bài hát này đã chưa được phát hành trước đó mặc dù đã được viết từ album Speak Now nhưng lại không thể vượt qua vòng kiểm duyệt để cho vào danh sách ca khúc vào năm 2010.

## Sáng tác
"When Emma Falls in Love" là một ca khúc đồng quê pha trộn với nhạc pop mang âm hưởng và nhạc tố từ nhạc pop đồng quê cổ điển từ Nashville, được đặc trưng bởi những tiếng băng cầm và giai điệu dương cầm. Bài hát mở đầu bằng một khúc nhạc dạo với những âm thanh du dương từ những nốt dương cầm, mang lại một bản ballad đầy nhẹ nhàng. Kế tiếp đó là một đoạn điệp khúc "đầy bùng nổ" với một loạt tiếng trống và guitar bass. Cây bút Melissa Ruggieri từ tạp chí Billboard lấy bài hát làm ví dụ cho sự "trẻ thơ" của album.
Với lời ca được kết cấu từ bài hát năm 2008 "Love Story", "When Emma Falls in Love" có chủ đề về tình yêu theo góc nhìn thứ ba khi nó viết về trải nghiệm của một cô bạn đã từng trải qua một mối tình đã kết thúc. Ở đoạn cuối của bài hát, người bạn của cô cũng đã rút ra bài học từ kinh nghiệm yêu đương của bạn mình và khẳng định với mong ước "được trở thành cô ấy". Nhiều độc giả nhận định rằng, "When Emma Falls in Love" thể hiện sự ngưỡng mộ của người bạn đối với cô ấy. Cassandra Green từ tạp chí Elle Australia đã ví bài hát như là một ví dụ về tình bạn để thể hiện tất cả những phẩm chất tốt nhất của cô ấy.

## Phát hành
Sau khi công bố danh sách bài hát trong bản album tái thu âm và khi biểu diễn trong chuyến Eras Tour, Swift đã xác nhận rằng, "When Emma Falls in Love" được lấy cảm hứng từ một người bạn của cô. Điều này khiến nhiều người đã phỏng đoán ca khúc kể về nữ diễn viên người Mỹ Emma Stone, một người bạn thân của Swift từ năm 2008. Vào ngày 7 tháng 7, Swift đã biểu diễn ca khúc trên Sân vận động Arrowhead ở Thành phố Kansas như là một phần của The Eras Tour.

## Đón nhận
"When Emma Falls in Love" đã nhận được nhiều phản hồi tích cực từ giới phê bình. Meliss Ruggieri từ tờ USA Today đã gọi bài hát  là ca khúc vault hay nhất trong album. Will Hodgkinson từ tờ The Times đã phong tặng cho bài hát 4/5 sao và nhận xét bài hát có tính chất "hấp dẫn và bay bổng". Jonathan Keefe từ trang Slant Magazine đã khẳng định bài hát rất "ngoạn mục" và có thể đem lại "một số góc nhìn bên ngoài rất cần thiết" cho album. Kate Solomon từ tờ I lại coi bài hát là "cực kỳ tầm thường".

## Đội ngũ thực hiện
Đội ngũ thực hiện được điều chỉnh trên ghi chú trên bìa bản CD.
- Taylor Swift – hát chính, viết lời, sản xuất
- Aaron Dessner – sản xuất, phối khí, chơi acoustic, guitar bass, guitar điện, dương cầm, synthesizer
- Benjamin Lanz – synthesizer, trợ lý phối khí
- James Krivchenia – đánh trống, nhạc cụ gõ
- James McAlister – synthesizer, trống, nhạc cụ gõ, trợ lý phối khí
- Josh Kaufman – guitar điện, băng cầm, organ
- Christopher Rowe – hát đệm
- Mike Meadows – hát phụ
- Jonathan Low – hòa khí, phối khí
- Randy Merrill – hoàn chỉnh âm thanh
- Bella Blasko – trợ lý phối khí
- Thomas Bartlett – trợ lý phối khí

## Bảng xếp hạng
| Bảng xếp hạng (2023)                 | Thứ hạng |
| ------------------------------------ | -------- |
| Úc (ARIA)                            | 43       |
| Canada (Canadian Hot 100)            | 40       |
| Thế giới Global 200 (Billboard)      | 36       |
| New Zealand (Recorded Music NZ)      | 37       |
| UK Streaming (OCC)                   | 70       |
| Hoa Kỳ Billboard Hot 100             | 34       |
| Hoa Kỳ Hot Country Songs (Billboard) | 15       |